# Holbæk Amt (1662-1793)
Holbæk Amt blev oprettet i 1662 af det tidligere Holbæk Len. Amtet bestod af herrederne 
- Merløse (uden Orø, der hørte til Jægerspris Amt).
- Tuse

Ved reformen af 1793 blev Holbæk amt udvidet med yderligere fem herreder, se Holbæk Amt.

## Amtmænd
- 1683 – 1707: Tage Thott
- 1727 – 1751: Frederik Adeler
- 1751 – 1768: Joachim Hartwig Johann von Barner
- 1768 – 1770: Eiler Christopher Ahlefeldt
- 1781 – 1804: Michael Herman Løvenskiold